# Croacia en la Copa Mundial de Fútbol Sub-17 de 2015
La Selección de Croacia será uno de los 24 equipos participantes en la Copa Mundial de Fútbol Sub-17 de 2015, torneo que se llevará a cabo entre el 17 de octubre y el 8 de noviembre de 2015 en Chile.
La Vatreni,  en el  Campeonato Europeo Sub-17 de la UEFA 2015, tras caer en cuartos de final ante Selección de fútbol sub-17 de Bélgica por penales, derrotó en partido de repechaje contra la Selección de fútbol sub-17 de Italia a la que derrotó por 1 a 0.

## Participación

### Grupo A
| Equipo         | Pts | PJ | PG | PE | PP | GF | GC | Dif |
| -------------- | --- | -- | -- | -- | -- | -- | -- | --- |
| Chile          | 0   | 0  | 0  | 0  | 0  | 0  | 0  | 0   |
| Estados Unidos | 0   | 0  | 0  | 0  | 0  | 0  | 0  | 0   |
| Nigeria        | 0   | 0  | 0  | 0  | 0  | 0  | 0  | 0   |
| Croacia        | 0   | 0  | 0  | 0  | 0  | 0  | 0  | 0   |

| 17 de octubre de 2015, 20:00 | Chile | Partido 3 | Croacia | Estadio Nacional de Chile, Santiago |  |
|                              |       |           |         | Árbitro(s):                         |  |

| 20 de octubre de 2015, 17:00 | Estados Unidos | Partido 13 | Croacia | Estadio Sausalito, Viña del Mar |  |
|                              |                |            |         | Árbitro(s):                     |  |

| 23 de octubre de 2015, 20:00 | Croacia | Partido 28 | Nigeria | Estadio Francisco Sánchez Rumoroso, Coquimbo |  |
|                              |         |            |         | Árbitro(s):                                  |  |

- Datos: Q20016802